# سوپرجاینت گیمز
سوپرجاینت گیمز (انگلیسی: Supergiant Games) یک شرکت توسعه‌دهنده بازی ویدئویی و ناشر بازی ویدئویی است که در سان فرانسیسکو مستقر شده‌است. این شرکت در سال ۲۰۰۹ توسط امیر رائو و گاوین سیمون تأسیس شد و به خاطر توسعه بازی‌های تحسین شده باستیون و هیدیز شناخته شده‌است.

## بازی‌های توسعه یافته
- باستیون (۲۰۱۱)
- ترانزیستور (۲۰۱۴)
- پایر (۲۰۱۷)
- هیدیز (دسترسی زودهنگام ۲۰۱۸، انتشار کامل ۲۰۲۰)